# OGAE Song Contest 1990
El Ogae Song Contest 1990 fue el quinto Ogae Song Contest realizado, la competición organizada entre los miembros de los cludes nacionales OGAE para seleccionar la mejor canción original cantada en uno de los idiomas oficiales del país del club. 18 canciones compitieron en el concurso, realizado en Oslo en el Noruega.
- Austria, Chipre, Italia, Irlanda y Luxemburgo participan en el concurso por primera vez.

## Ubicación
Oslo ([ùʃlu]ⓘ), llamada Christiania o Cristianía en español de 1624 a 1897 y Kristiania de 1897 a 1924, es la capital y la ciudad más poblada de Noruega, además de ser su centro político, económico y cultural. Políticamente constituye un municipio y a la vez una de las diecinueve provincias del país. Según el censo del 1 de enero de 2015, su población era de 647 676 habitantes, un 12 % de la población total de Noruega; la estimación de enero de 2015 le asignó una población de 942 084. Es la tercera ciudad y área urbana escandinava más poblada, solo superada por Copenhague y Estocolmo.

## Participantes
| OGAE         | Intérprete(s)                      | Canción                                  | Compositor(es)                            | Idiomas    | Traducción al español      |
| ------------ | ---------------------------------- | ---------------------------------------- | ----------------------------------------- | ---------- | -------------------------- |
| Alemania     | Nena                               | "Wunder gescheh'n"                       | Nena Kerner                               | Alemán     | Milagros pasados           |
| Austria      | Jazz Gitti                         | "Hip-Hopsassa"                           | Thomas M. Strobl / Michael Mell           | Alemán     |                            |
| Bélgica      | Jo Lemaire                         | "La nuit te ressemble"                   | Jo Lemaire / Théo Linder                  | Francés    | La noche es como tú        |
| Chipre       | Nikos Karvelas & Anna Vissi        | "Adistrofi metrisi" (Αντίστροφη μέτρηση) | Nikos Karvelas                            | Griego     | Cuenta regresiva           |
| Dinamarca    | Søs Fenger                         | "Holder øje med dig"                     | Elisabeth G. Nielsen                      | Danés      | Vigilandote                |
| España       | Vicky Larraz                       | "Maldita timidez"                        | Vicky Larraz / Steve Taylor               | Español    | Maldita timidez            |
| Finlandia    | Raptori                            | "Oi beibi"                               | Izmo / Jufo III                           | Finés      | Ay Bebe                    |
| Francia      | Patricia Kaas                      | "Les hommes qui passent"                 | Didier Barbelivien / François Bernheim    | Francés    | Los hombres que pasan      |
| Grecia       | Dimitra Galani                     | "Den isse edo" (Δεν Είσαι Εδώ)           | Paraskevas Karasoulos / Stefanos Korkolis | Griego     | Tu no estas aquí           |
| Irlanda      | Something Happens                  | "Hello hello "                           | Something Happens                         | Inglés     | Hola hola hola hola hola   |
| Israel       | Doron Mazar                        | "Daniel" (דניאל)                         | Baruch Friedland                          | Hebrero    | Daniel                     |
| Italia       | Amedeo Minghi & Mietta             | "Vattene amore"                          | A. Minghi                                 | Italiano   | Vete Amor                  |
| Luxemburgo   | Lara Fabian & Franck Olivier       | "Je sais"                                | Alain Garcia / Jacques Cardona            | Francés    | Yo se                      |
| Noruega      | Artister for "Vend Ryggen til '90" | "Mellom himmel og jord"                  | Stig Nilsson / Svein Gundersen            | Noruego    | Entre el cielo y la tierra |
| Países Bajos | Ruth Jacott & Hans Vermeulen       | "Teygo Makandra"                         | Campbell / Vermeulen                      | Neerlandés |                            |
| Portugal     | Lena d'Agua                        | "Tu, aqui!"                              | António Variações                         | Portugués  | ¡Tú, aquí!                 |
| Reino Unido  | Cliff Richard                      | "Everybody knows"                        | Alan Tarney                               | Inglés     | Todos saben                |
| Suecia       | Niklas Strömstedt                  | "Om"                                     | Niklas Strömstedt                         | Sueco      | Si                         |

## Resultados

### Ganador

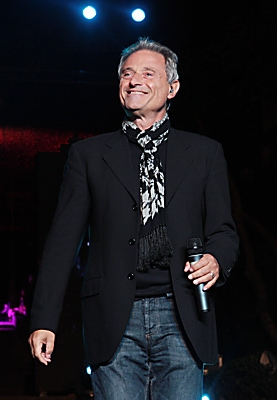
Amedeo Minghi ganador

Los ganadores fueron Amedeo Minghi & Mietta de Italia por el tema "Vattene amore" con 136 puntos.
| #  | OGAE         | Intérprete(s)                      | Canción                | Puesto | Pts. |
| -- | ------------ | ---------------------------------- | ---------------------- | ------ | ---- |
| 01 | Países Bajos | Ruth Jacott & Hans Vermeulen       | Teygo Makandra         | 17     | 13   |
| 02 | Grecia       | Dimitra Galani                     | Den isse edo           | 14     | 32   |
| 03 | Austria      | Jazz Gitti                         | Hip-Hopsassa           | 18     | 4    |
| 04 | Dinamarca    | Søs Fenger                         | Holder øje med dig     | 15     | 29   |
| 05 | Chipre       | Nikos Karvelas & Anna Vissi        | Adistrofi metrisi      | 06     | 87   |
| 06 | Bélgica      | Jo Lemaire                         | La nuit te ressemble   | 12     | 36   |
| 07 | Luxemburgo   | Lara Fabian & Franck Olivier       | Je sais                | 11     | 37   |
| 08 | Suecia       | Niklas Strömstedt                  | Om                     | 04     | 93   |
| 09 | Italia       | Amedeo Minghi & Mietta             | Vattene amore          | 01     | 136  |
| 10 | Israel       | Doron Mazar                        | Daniel                 | 05     | 92   |
| 11 | Francia      | Patricia Kaas                      | Les hommes qui passent | 13     | 34   |
| 12 | Portugal     | Lena d'Agua                        | Tu, aqui!              | 09     | 38   |
| 13 | España       | Vicky Larraz                       | Maldita timidez        | 07     | 87   |
| 14 | Alemania     | Nena                               | Wunder gescheh'n       | 08     | 50   |
| 15 | Irlanda      | Something Happens                  | Hello hello            | 16     | 22   |
| 16 | Finlandia    | Raptori                            | Oi beibi               | 10     | 38   |
| 17 | Noruega      | Artister for "Vend Ryggen til '90" | Mellom himmel og jord  | 03     | 107  |
| 18 | Reino Unido  | Cliff Richard                      | Everybody knows        | 02     | 109  |

### Máximas puntuaciones
Número de maxímas puntuaciones obtenido por cada club OGAE
| N.º | A           | De                                          |
| --- | ----------- | ------------------------------------------- |
| 5   | Italia      | Bélgica, Suecia, Francia, Finlandia, España |
| 3   | Noruega     | Dinamarca, Italia, Portugal                 |
| 2   | Reino Unido | Austria, Luxemburgo                         |
| 2   | Suecia      | Alemania, Reino Unido                       |
| 2   | Israel      | Grecia, Países Bajos                        |
| 1   | Luxemburgo  | Chipre                                      |
| 1   | Portugal    | Noruega                                     |
| 1   | Alemania    | Irlanda                                     |
| 1   | Chipre      | Israel                                      |

### Tabla de votaciones
Desglose de votaciones por club OGAE
| Concursantes | Bandera de los Países Bajos | Bandera de Grecia | Bandera de Austria | Bandera de Dinamarca | Bandera de Chipre | Bandera de Bélgica | Bandera de Luxemburgo | Bandera de Suecia | Bandera de Italia | Bandera de Israel | Bandera de Francia | Bandera de Portugal | Bandera de España | Bandera de Alemania | Bandera de Irlanda | Bandera de Finlandia | Bandera de Noruega | Bandera del Reino Unido |
| ------------ | --------------------------- | ----------------- | ------------------ | -------------------- | ----------------- | ------------------ | --------------------- | ----------------- | ----------------- | ----------------- | ------------------ | ------------------- | ----------------- | ------------------- | ------------------ | -------------------- | ------------------ | ----------------------- |
| Países Bajos |                             | 0                 | 5                  | 0                    | 1                 | 0                  | 0                     | 0                 | 0                 | 1                 | 0                  | 2                   | 0                 | 1                   | 3                  | 0                    | 0                  | 0                       |
| Grecia       | 2                           |                   | 0                  | 1                    | 5                 | 2                  | 3                     | 0                 | 7                 | 0                 | 0                  | 7                   | 3                 | 0                   | 0                  | 0                    | 2                  | 0                       |
| Austria      | 0                           | 0                 |                    | 0                    | 0                 | 0                  | 0                     | 0                 | 0                 | 0                 | 1                  | 0                   | 1                 | 0                   | 0                  | 2                    | 0                  | 0                       |
| Dinamarca    | 6                           | 2                 | 0                  |                      | 2                 | 0                  | 2                     | 0                 | 8                 | 0                 | 0                  | 0                   | 0                 | 0                   | 4                  | 5                    | 0                  | 0                       |
| Chipre       | 5                           | 10                | 0                  | 0                    |                   | 7                  | 4                     | 8                 | 3                 | 12                | 6                  | 5                   | 5                 | 7                   | 0                  | 0                    | 8                  | 7                       |
| Bélgica      | 4                           | 0                 | 0                  | 0                    | 0                 |                    | 0                     | 0                 | 0                 | 4                 | 4                  | 0                   | 7                 | 6                   | 0                  | 0                    | 1                  | 10                      |
| Luxemburgo   | 0                           | 7                 | 0                  | 7                    | 12                | 5                  |                       | 2                 | 2                 | 0                 | 0                  | 0                   | 0                 | 2                   | 0                  | 0                    | 0                  | 0                       |
| Suecia       | 0                           | 3                 | 8                  | 5                    | 6                 | 1                  | 8                     |                   | 10                | 8                 | 0                  | 8                   | 0                 | 12                  | 5                  | 1                    | 6                  | 12                      |
| Italia       | 8                           | 6                 | 10                 | 8                    | 8                 | 12                 | 10                    | 12                |                   | 7                 | 12                 | 4                   | 12                | 0                   | 8                  | 12                   | 3                  | 4                       |
| Israel       | 12                          | 12                | 4                  | 4                    | 10                | 4                  | 0                     | 6                 | 1                 |                   | 5                  | 0                   | 8                 | 8                   | 2                  | 7                    | 7                  | 2                       |
| Francia      | 0                           | 4                 | 1                  | 0                    | 0                 | 10                 | 1                     | 0                 | 0                 | 0                 |                    | 0                   | 10                | 0                   | 0                  | 8                    | 0                  | 0                       |
| Portugal     | 0                           | 0                 | 6                  | 2                    | 0                 | 3                  | 0                     | 4                 | 0                 | 3                 | 0                  |                     | 0                 | 0                   | 1                  | 6                    | 12                 | 1                       |
| España       | 1                           | 5                 | 0                  | 3                    | 4                 | 6                  | 6                     | 7                 | 5                 | 0                 | 10                 | 10                  |                   | 3                   | 6                  | 3                    | 10                 | 8                       |
| Alemania     | 10                          | 0                 | 7                  | 0                    | 0                 | 0                  | 5                     | 1                 | 0                 | 0                 | 3                  | 3                   | 4                 |                     | 12                 | 0                    | 0                  | 5                       |
| Irlanda      | 0                           | 0                 | 0                  | 6                    | 0                 | 0                  | 7                     | 0                 | 4                 | 2                 | 0                  | 0                   | 0                 | 0                   |                    | 0                    | 0                  | 3                       |
| Finlandia    | 0                           | 0                 | 3                  | 0                    | 0                 | 0                  | 0                     | 3                 | 0                 | 5                 | 7                  | 6                   | 6                 | 4                   | 0                  |                      | 4                  | 0                       |
| Noruega      | 3                           | 8                 | 2                  | 12                   | 7                 | 0                  | 0                     | 5                 | 12                | 6                 | 2                  | 12                  | 2                 | 10                  | 10                 | 10                   |                    | 6                       |
| Reino Unido  | 7                           | 1                 | 12                 | 10                   | 3                 | 8                  | 12                    | 10                | 6                 | 10                | 8                  | 1                   | 0                 | 5                   | 7                  | 4                    | 5                  |                         |

### Porcentaje de Votos
Porcentaje del total de votos obtenido por cada club OGAE
| #  | País         | % Votos | % Votos |
| -- | ------------ | ------- | ------- |
| 1  | Italia       |         | 13.03%  |
| 2  | Reino Unido  |         | 10.44%  |
| 3  | Noruega      |         | 10.25%  |
| 4  | Suecia       |         | 8.91%   |
| 5  | Israel       |         | 8.81%   |
| 6  | Chipre       |         | 8.33%   |
| 7  | España       |         | 8.33%   |
| 8  | Alemania     |         | 4.79%   |
| 9  | Portugal     |         | 3.64%   |
| 10 | Finlandia    |         | 3.64%   |
| 11 | Luxemburgo   |         | 3.54%   |
| 12 | Bélgica      |         | 3.45%   |
| 13 | Francia      |         | 3.26%   |
| 14 | Grecia       |         | 3.06%   |
| 15 | Dinamarca    |         | 2.78%   |
| 16 | Irlanda      |         | 2.11%   |
| 17 | Países Bajos |         | 1.25%   |
| 18 | Austria      |         | 0.38%   |
|    |              |         | 100%    |